# Elseya nabire
Elseya nabire is een schildpad uit de familie slangenhalsschildpadden (Chelidae). 

## Naam en indeling
De wetenschappelijke naam van de soort werd voor het eerst voorgesteld door Mehdi Joseph-Ouni en William P. McCord in 2022. In veel literatuur wordt de soort nog niet vermeld. 
De soortaanduiding nabire is afgeleid van de vindplaats van de eerste exemplaren; Nabire. 

## Uiterlijke kenmerken
De schildpad blijft relatief klein in vergelijking met geslachtsgenoten. Het rugschild is relatief laag en ovaal van vorm. De schildkleur is bruin tot roodbruin, volwassen exemplaren hebben geen zwarte vlekkentekening op het schild. Mannetjes zijn van vrouwtjes te onderscheiden door een meer afgerond hoofd in vergelijking met de spitsere snuit van de vrouwtjes, ze hebben daarnaast een iets holler buikschild en blijven kleiner. 

## Verspreidingsgebied
De soort komt voor in delen van Azië en leeft endemisch in Indonesië. Hier komt de schildpad alleen voor in de provincie Papoea. Over de habitat en de levenswijze is nog vrijwel niets bekend. 